# Fragment del claustre de Sant Pere de les Puel·les (Terrassa)
El fragment del claustre de Sant Pere de les Puel·les és una construcció situada al carrer de Sant Ignasi del centre de Terrassa, catalogada com a bé cultural d'interès local.

## Història

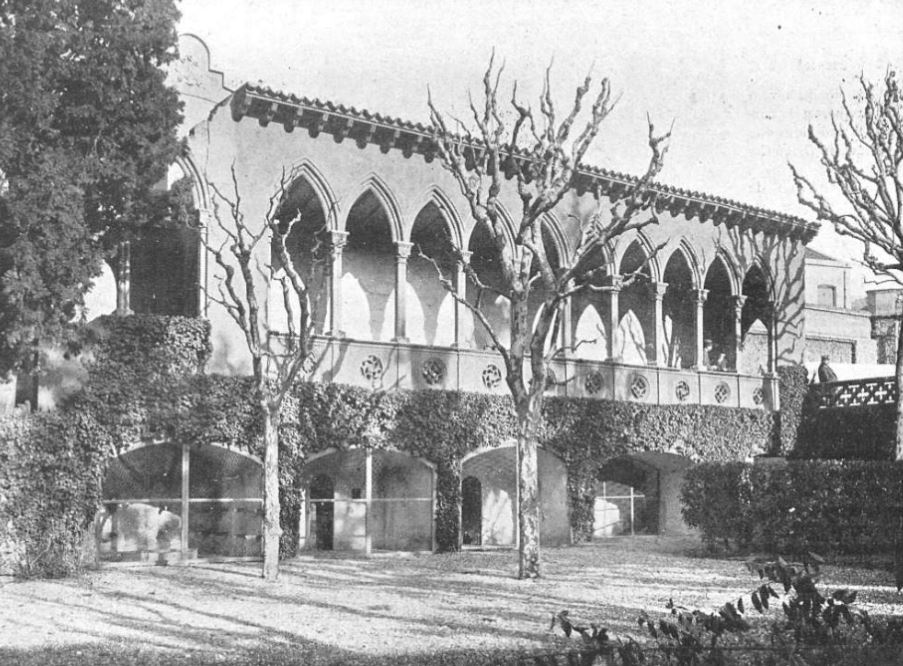
El fragment a casa del Sr. Alegre (1912)

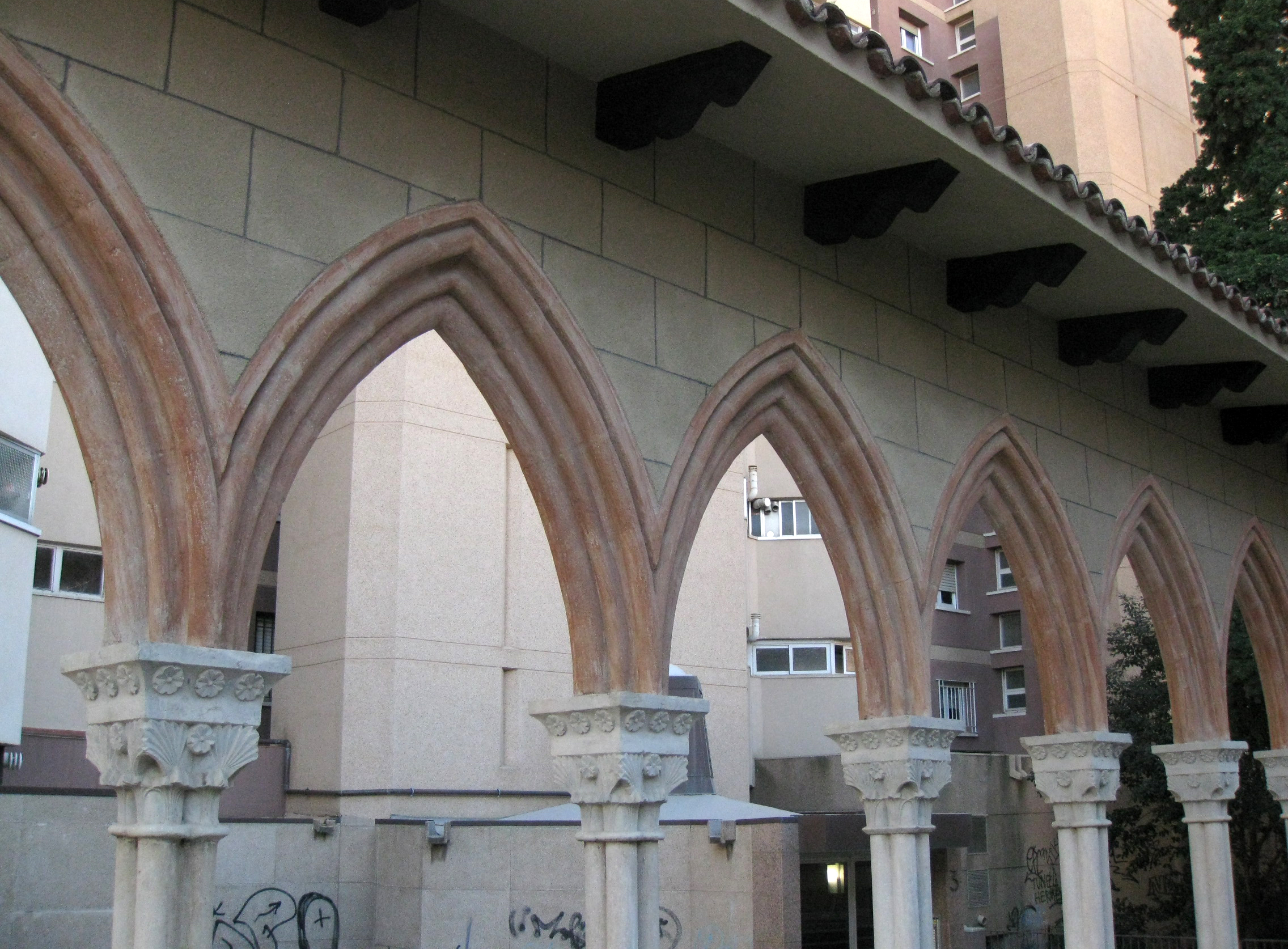
Detall dels arcs i els capitells

Aquest fragment prové del claustre del monestir de Sant Pere de les Puel·les de Barcelona, enderrocat el 1873. Algunes parts passaren al Museu Nacional d'Art de Catalunya, al Museu Santacana de Martorell i al museu d'art del Castell Cartoixa de Vallparadís de la mateixa ciutat de Terrassa, mentre que d'altres van anar a parar a col·leccions privades.
Antigament formava part del jardí de la Casa Alegre, avui desapareguda per la construcció dels blocs de pisos esmentats.

## Descripció
El fragment consta de 10 arcs ogivals, d'un total de 25, sostinguts per columnes quadrilobulades i capitells decorats amb motius vegetals. Les motllures en forma de rosassa muntades al basament on descansa l'arcada són de procedència desconeguda. N'hi ha quatre d'originals i els sis arcs restants són reproduccions. Al conjunt té com a teló de fons un bloc de pisos de gran alçada i de construcció moderna.